# 搭十送一
搭十送一（英語：Ride 10 Get 1 Free）是港鐵於2000年、2002年至2005年、2012年及2024年推出的推廣計劃，吸引乘客每周乘搭港鐵，並換取免費車票。

## 歷史
香港地鐵公司在2000年為吸引乘客乘坐地鐵，乘客每周乘坐十程地鐵車程，即送免費單程票一張。此優惠其後終止，至2002年再度推出，並於2005年終止。
在2011年6月港鐵加價中，港鐵曾推出「搭一百賞一票」的推廣計劃（即一周乘坐港鐵滿一百元，即送單程票一張），但由於難以享用優惠及被政黨強烈反對，故港鐵於2012年6月港鐵加價中，改推「搭十送一」，乘客每周只需乘搭十程付費車程，不論收費，都可換票一張。

## 條件
乘客在2012年6月18日至12月30日期間同一星期內的周一至周五，使用八達通乘搭港鐵需要付費的車程滿十次，便可於同一星期的周日或之前換領免費單程票一張。
計算的車程僅限付費車程，如果乘客購買全月通，並在出閘時無需扣除額外車資（即在全月通適用範圍內使用，上水－尖東全月通乘客乘搭東鐵綫頭等可獲得積分），將不會獲得積分；輕鐵、港鐵巴士及港鐵接駁巴士的車程不會獲得積分。乘坐機場快綫乘客轉乘港鐵其他路線的車程亦不會獲得積分，但乘坐港鐵再轉乘機場快綫的乘客將會獲得積分。乘客於30分鐘時限內於尖沙咀站及尖東站轉乘，僅會計作一程。

## 換票方法
乘客可以前往下列地點換領免費單程票：

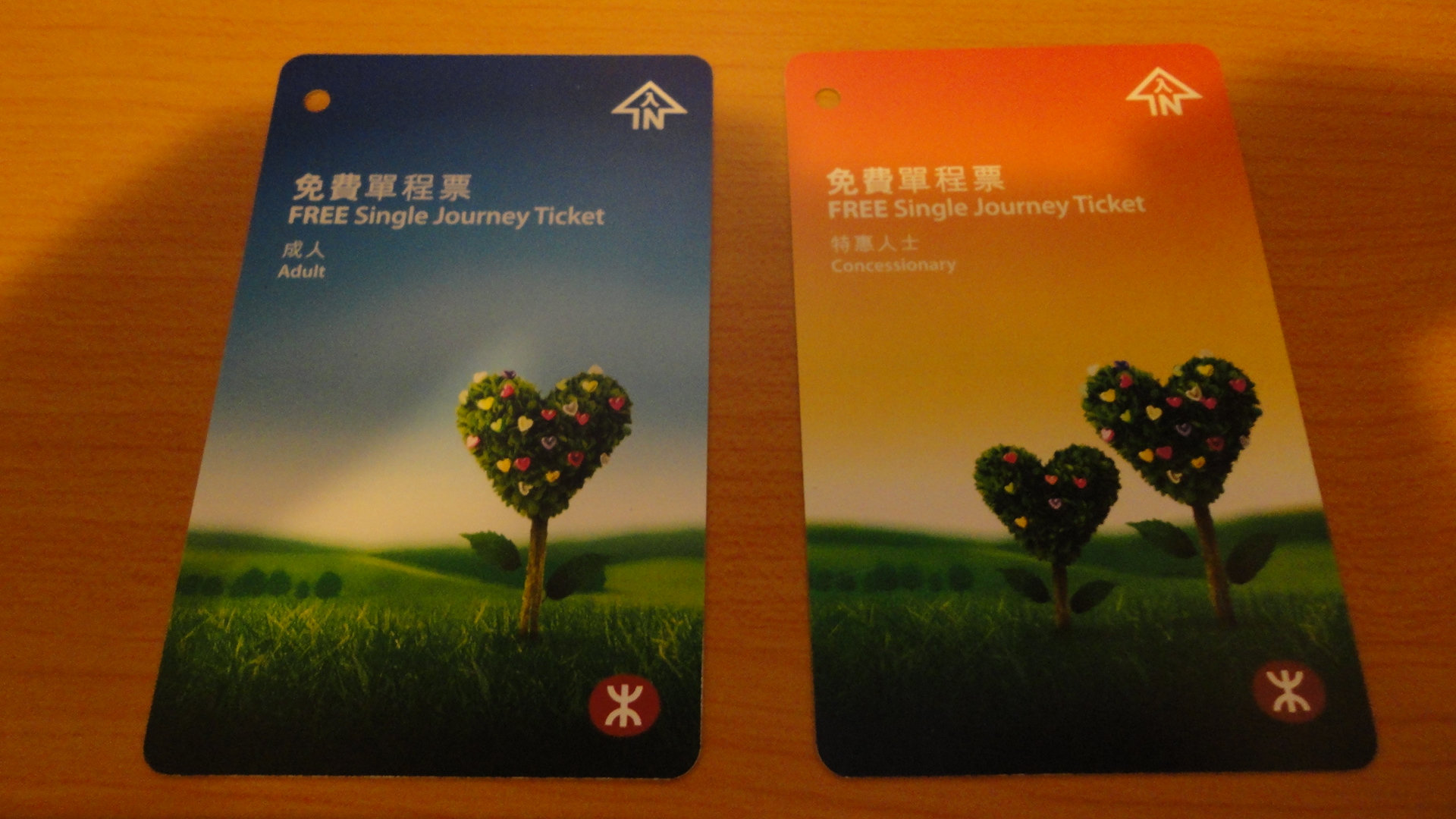
免費單程票

- 客務中心（僅限非付費區，不包括機場快綫、輕鐵、以及羅湖站、落馬洲站及馬場站）
- 車站換領櫃位（只限逢星期五至日於繁忙時間設於部份車站的非付費區域）
- 指定港鐵商場（只限逢星期五及六下午5時至9時）
- e分鐘著數機（只能換領「換領券」，憑「換領券」可於下一星期日前往客務中心換領免費單程票一張）

## 車票使用方式
獲得免費單程票後，乘客需於30日內使用該車票乘坐港鐵線路一次（不包括羅湖站、落馬洲站、機場快綫、輕鐵、港鐵巴士、港鐵接駁巴士及東鐵綫頭等，於羅湖站、落馬洲站出閘會被視為違反車票發出條件並需另繳由出發車站至該站的單程票票價，有關車票則可留作下一次旅程使用。），否則車票將會失效。車票使用後，閘機會於出閘時自動收回車票。學生及殘疾人士可以換領免費單程票（特惠），使用免費單程票（特惠）並不違法，但港鐵職員要求查票，必須同時出示其個人八達通卡以證明其身分，否則會被視作無票乘車，並須繳付HK$1,000附加費。另外，車票不能於尖沙咀站及尖東站轉乘，於該兩站出閘後需用八達通卡或單程票繳付另一程車費，乘客須於九龍塘站、美孚站或南昌站轉綫以使用一張單程票。

## 腳註